# Christian Döring (Verleger)

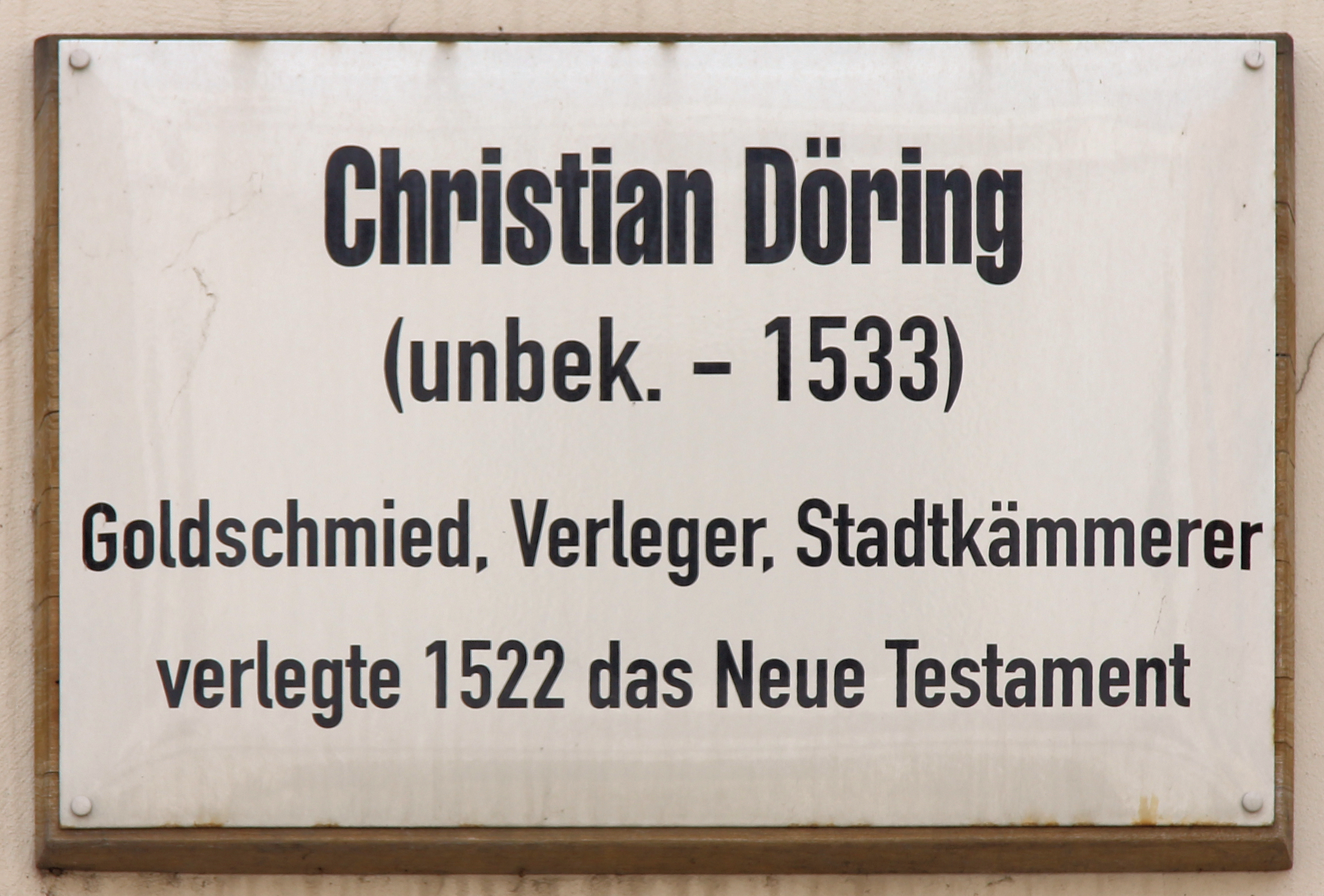
Gedenktafel am Haus Schloßstraße 26, in der Lutherstadt Wittenberg

Christian Döring (auch: Kersten Goldschmied, Döhring, Aurifaber etc.; * um 1490 in Frankfurt (Oder); † nach dem 14. Dezember 1533 in Wittenberg) war ein deutscher Verleger der Reformationszeit.

## Leben
Christian Döring wurde als Sohn eines odrischen Frankfurter Bürgers geboren. 1508 erwarb er das Bürgerrecht in Berlin und reiste bereits  im selben Jahr mit Lucas Cranach dem Älteren vom 15. bis 18. Juni nach Altenburg. In Wittenberg erwarb er das Haus Schlossstraße 4 von Christoph Balzer, das vor diesem ein Martin Münzer besessen hatte. 1519 taucht er, bereits als wohlhabender Mann, in den Wittenberger Akten auf; er besaß ein stattliches Wohnhaus mit Viehställen und anderen Wirtschaftsgebäuden. Dort beschäftigte er als Goldschmied (deswegen erscheint er in den Akten als Aurifaber) einen Meisterknecht. Umtriebig in der Geldbeschaffung, investierte er viel Energie in den Handel.
1521 lieh er Martin Luther „sein Wägelchen“, damit dieser die beschwerliche Reise zum Reichstag nach Worms nicht zu Fuß gehen musste.
Gemeinsam mit Lucas Cranach dem Älteren gründete er eine Druckerei und gab im September 1522 als erstes Buch Martin Luthers deutsche Übersetzung des Neuen Testaments heraus. Bald waren auch Nachfolgeexemplare schnell vergriffen und brachten erheblichen Gewinn.  Nachdem 1523 Cranach und Döring das kurfürstliche Druckprivileg erworben hatten, zog sich Cranach aus dem Geschäft zurück und Döring übernahm dessen Anteile. Dennoch liefen die Geschäfte immer schlechter, so dass er 1533 vor dem Bankrott stand.
Daraufhin verkaufte er am 22. Mai 1533 dem Wittenberger Druckkonsistorium seine Privilegien für eine Summe von 800 Gulden. Nach April 1534 verschwindet er aus den Wittenberger Akten.
Obwohl ihn auch Bugenhagen finanziell unterstützte, nahm Döring immer wieder neue Schulden auf. Luther äußerte nach seinen Tischreden, dass solchen Leuten wie Meister Döring „nit zu helffen sey“, da sie trotz aller Hilfe in immer mehr Schulden hinein kommen.
Döring hatte sich als Stadtkämmerer auch für das Allgemeinwohl engagiert. Er korrespondierte mit vielen berühmten Persönlichkeiten seiner Zeit, so zum Beispiel mit Thomas Müntzer. Mit Martin Luther und Philipp Melanchthon war er befreundet und mit Johannes Bugenhagen durch eine Patenschaft verbunden.
Auf Luthers Vermittlung heiratete er Barbara Blankenfelde († 18. Mai 1564), eine Tochter Paul Heinrichs von Blankenfelde und Enkelin des Berliner Kaufmanns und Bürgermeisters Thomas von Blankenfelde († 1504). Aus dieser Ehe ist eine Tochter Anna Döring († 21. Oktober 1572) bekannt, die Johann Schneidewein ehelichte, der nach Christians Tod dessen Hausstand übernahm. Die Tochter Magarethe (?) soll Georg Reich geheiratet haben, der 1538 ein Opfer des Hans Kohlhase wurde und am 21. oder 22. März 1560 in Wittenberg starb. Die Tochter Martha heiratete den Neffen Martin Luthers mit gleichen Namen. Ihre zweite Ehe ging sie mit dem Zwickauer Musiker Jodocus Schalreuter († 22. September 1550 in Magdeburg) ein.